# Уайзмен, Питер
Ти́моти Пи́тер Уа́йзмен (англ. Timothy Peter (T. P.) Wiseman; род. 3 февраля 1940) — британский антиковед, специалист по поздней Римской республике, а также по древнеримскому театру. Доктор философии (1967), эмерит-профессор Эксетерского университета, куда в 1977 году устроился профессором классики, и с того же и до 1990 года являлся завкафедрой; в отставке с 2001 года. Член Британской академии (1986), её вице-президент в 1992—1994. Отмечен медалью Кеньона (2022), лауреат премии Гудвина.
Докторскую степень получил в Оксфорде. В 1963-76 гг. преподаватель Лестерского университета. Почётный доктор (1988). В 1988-91 глава Council of University Classical Departments.
Президент Classical Association (2000—2001) и Society for the Promotion of Roman Studies (1992—1995).
Феллоу Лондонского общества древностей (1977).
Автор Clio’s Cosmetics: Three Studies in Greco-Roman Literature (Leicester: Leicester University Press, Rowman and Littlefield, 1979) {Рец. Тима Корнелла}, Remus : a Roman myth (Cambridge: Cambridge University Press, 1995) {Рец.}, Unwritten Rome (Exeter, England: University of Exeter Press, 2008) {Рец.: , }. Публиковался в History Today, LRB.
Озвучивалась версия о том, что он мог быть прототипом Дамблдора в книгах о Гарри Поттере — Джоан Роулинг была студенткой Эксетерского университета с 1983 по 1985 год.